# Mood Muzik 2: Can It Get Any Worse?
Albums de Joe Budden
Mood Muzik: The Worst of Joe Budden
(2003) The Album Before the Album
(2007)
Mood Muzik 2: Can It Get Any Worse? est la deuxième mixtape, de la série Mood Muzik, de Joe Budden, sortie en janvier 2006 et rééditée en 2009 chez One and Only Records.
Mixé par DJ On Point, l'album a bénéficié d'une grande exposition et les critiques ont été excellentes. 
De nombreux chroniqueurs considèrent d'ailleurs Mood Musik 2 davantage comme un album que comme une mixtape, du fait des productions originales sur la quasi-totalité des pistes. 

## Liste des titres
| No  | Titre                                                                               | Contient un (des) sample(s) de                     | Durée |
| --- | ----------------------------------------------------------------------------------- | -------------------------------------------------- | ----- |
| 1.  | Intro (Produit par DJ On Point)                                                     |                                                    | 1:41  |
| 2.  | Are You in That Mood Yet?                                                           | Since I Seen't You d'Anthony Hamilton              | 3:33  |
| 3.  | Old School Mouse (Produit par Ron Browz)                                            | Easy Lover de Philip Bailey featuring Phil Collins | 4:20  |
| 4.  | Killa B.H. Skit Part 1 (Produit par DJ On Point)                                    |                                                    | 1:34  |
| 5.  | 6 Minutes of Death (featuring Jae Millz et Stack Bundles – Produit par NeoDaMatrix) |                                                    | 6:53  |
| 6.  | So Serious (Produit par C4)                                                         | Just a Thing That I Do de Major Harris             | 2:46  |
| 7.  | Get It Poppin' (Produit par les Soul Diggers)                                       |                                                    | 2:42  |
| 8.  | The Future (Produit par Dub B)                                                      | Don't You Want to Stay de Bill Withers             | 4:47  |
| 9.  | If I Die Tomorrow (Produit par E-Zo)                                                | Anniversary de Tony! Toni! Toné!                   | 6:07  |
| 10. | Young Niggaz (Produit par Ron Browz)                                                |                                                    | 3:47  |
| 11. | Phone Sex Interlude (Skit) (Produit par Joe Budden)                                 |                                                    | 1:09  |
| 12. | World Takeover (Produit par C4)                                                     |                                                    | 3:44  |
| 13. | Dumb Out (Produit par The Architechs)                                               | Dance of Curse de Yōko Kanno                       | 7:46  |
| 14. | Killa B.H. Skit Part 2                                                              |                                                    | 1:11  |
| 15. | Ghetto America Snippet (Produit par C4)                                             |                                                    | 1:06  |
| 16. | What's Up (featuring Newz et A-Team – Produit par Cosere)                           |                                                    | 4:12  |
| 17. | 40 Licks (Produit par Nelly Nel)                                                    |                                                    | 3:36  |
| 18. | For a Reason (Produit par Boola)                                                    |                                                    | 4:39  |
| 19. | Three Sides to a Story (Produit par Scott Storch)                                   |                                                    | 7:32  |
| 20. | Stained (Produit par Scram Jones)                                                   | Outside de Staind                                  | 4:11  |